# Marcel Bama Mato
Marcel Bama Mato, née en 1930 à Guéckédou et mort en 1971 au Camp Boiro à Conakry, est un homme politique guinéen.

## Biographie
Marcel Bama Mato était enseignant, et sous le régime d'Ahmed Sékou Touré, secrétaire général du Parti démocratique de Guinée à Guéckédou, gouverneur de Dabola, ministre du commerce puis délégué ministériel pour la Haute-Guinée.
En février 1970, Bama Mato effectue une visite d'État en République fédérale d'Allemagne et conclut un accord de coopération dans le domaine de la sécurité intérieure. Le gouvernement guinéen a ensuite reçu des avions légers, des bateaux des garde-côtes, des navires d'escorte, des armes légères et des canons anti-aériens. La société Fritz Werner Machine Tools (de) a construit une tannerie, une usine d'uniformes et de chaussures à Conakry.